# تیم ملی فوتبال مونتسرات
تیم ملی فوتبال مونتسرات نمایندهٔ کشور مونتسرات در مسابقات بین‌المللی است که زیر نظر فدراسیون فوتبال مونتسرات فعالیت می‌کند.
اولین بازی رسمی این تیم در تاریخ ۱۰ مه ۱۹۹۱ میلادی در برابر تیم ملی فوتبال سنت لوسیا برگزار شده‌است.